# Paul Jaeckel
Paul Jaeckel (ur. 22 lipca 1998 w Eisenhüttenstadt) – niemiecki piłkarz występujący na pozycji obrońcy w niemieckim klubie Union Berlin oraz w reprezentacji Niemiec do lat 21. Wychowanek Energie Cottbus, w trakcie swojej kariery grał także w takich zespołach, jak VfL Wolfsburg oraz Greuther Fürthg.